# Kovektor
Kovektor je prvek duálního prostoru, který je množinou lineárních zobrazení z vektorového prostoru.

## Preciznější zavedení
Je-li {\displaystyle V} lineární vektorový prostor, pak prostor všech lineárních zobrazení {\displaystyle V}
do {\displaystyle R} nazveme duálním prostorem k prostoru {\displaystyle V} a označíme jej symbolem {\displaystyle V^{*}}. Prostor {\displaystyle V^{*}} je opět lineární vektorový prostor. Prvkům prostoru {\displaystyle V^{*}} se často říká lineární funkcionály. Ve fyzice se také často používá pro prvky z prostoru {\displaystyle V^{*}} název kovektory (na rozdíl od prvků z {\displaystyle V}, které se tradičně nazývají vektory).